# Chełmek (gmina)
Chełmek – gmina miejsko-wiejska w województwie małopolskim, w powiecie oświęcimskim. W latach 1975–1998 gmina położona była w województwie bielskim.
Siedziba gminy to Chełmek, ponadto w gminie znajdują się 2 sołectwa: Bobrek i Gorzów i gajówka Nowopole.
Według danych z 30 czerwca 2004 gminę zamieszkiwało 12 877 osób.

## Struktura powierzchni
Według danych z roku 2002 gmina Chełmek ma obszar 27,24 km², w tym:
- użytki rolne: 41%
- użytki leśne: 38%

Gmina stanowi 6,71% powierzchni powiatu.

## Demografia

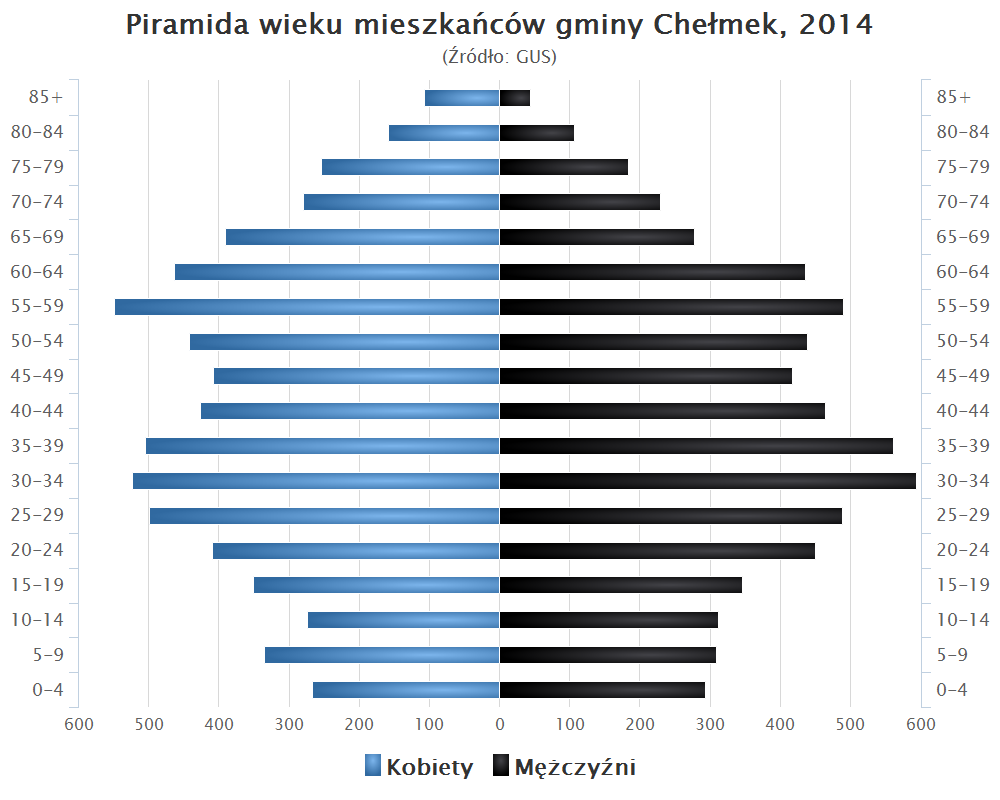
Piramida wieku mieszkańców gminy Chełmek w 2014 roku

Dane z 30 czerwca 2004:
| Opis                              | Ogółem | Ogółem | Kobiety | Kobiety | Mężczyźni | Mężczyźni |
| --------------------------------- | ------ | ------ | ------- | ------- | --------- | --------- |
| jednostka                         | osób   | %      | osób    | %       | osób      | %         |
| populacja                         | 12 877 | 100    | 6494    | 50,4    | 6383      | 49,6      |
| gęstość zaludnienia (mieszk./km²) | 472,7  | 472,7  | 238,4   | 238,4   | 234,3     | 234,3     |

## Sąsiednie gminy
Bieruń, Chełm Śląski, Imielin, Jaworzno, Libiąż, Oświęcim (miasto), Oświęcim (gmina wiejska)